# Mineralocorticoide
Els mineralocorticoides, com l'aldosterona, pertanyen als corticoides, una classe d'hormones esteroides de l'escorça suprarenal. El nom fa referència al seu paper en la regulació de l'equilibri potassi/sodi i, per tant, la pressió arterial. Els dos mineralocorticoides naturals més importants són l'aldosterona (activador) i la desoxicorticosterona (inactivant). Són sintetitzats per la zona glomerul·lar del còrtex de les glàndules suprarenals.

## Aplicacions
L'únic mineralocorticoide sintètic és la fludrocortisona, que s'utilitza clínicament en la insuficiència adrenocortical en les síndromes adrenogenitals. És més fàcil i comú a la pràctica influir en l'efecte natural de l'aldosterona antagonitzant els diürètics (diürètics), que es resumeixen com a "diürètics estalviadors de potassi". En contrast amb els diürètics tiazídics, la resistència a la insulina no es desenvolupa. Altres aplicacions inclouen tensió arterial alta i després d'un atac cardíac.